# Propyn
Propyn, C
3H
4 – organiczny związek chemiczny, węglowodór nienasycony z szeregu homologicznego alkinów.
Jest składnikiem gazu MAPP. W przeciwieństwie do acetylenu, propyn może być bezpiecznie sprężany.

## Właściwości
Propyn istnieje w równowadze z propadienem, których mieszanina występuje pod nazwą MAPD:
H
3CC≡CH  ⇄ H
2C=C=CH
2
Stała równowagi tej reakcji wynosi 0,22 (270 °C).

## Toksykologia
Propyn działa drażniąco na drogi oddechowe, oczy i skórę. Potencjalne objawy w przypadku inhalacji: ból głowy, zawroty głowy, senność, problemy z koordynacją ruchową, rozszerzenie źrenic, utrata przytomności.
- NDS wynosi 1500 mg/m³[7]
- NDSCh wynosi 2000 mg/m³[7]